# Jan Freerks Zijlker
Jan Freerks Zijlker (Nieuw-Beerta, 28 april 1805 - Winschoten, 2 maart 1868) was een Nederlands liberaal politicus. Hij zetelde van 1849 tot 1868 in de Tweede Kamer der Staten-Generaal en vertegenwoordigde de liberale Groningse herenboeren.

## Biografie
Jan Freerks Zijlker was de zoon van Freerk Jans Zijlker en Corneliske Rotgers.
Zijlker was evenals zijn vader een landbouwer in Nieuw-Beerta. Hij had van 1829 tot 1861 een landbouwbedrijf van ongeveer zestig hectare. Daarnaast was hij actief in de politiek. In 1830 werd hij gemeenteraadslid van Beerta en in 1847 lid van de Provinciale Staten van Groningen. Twee jaar later werd hij verkozen tot Kamerlid.

### Persoonlijk leven
Zijlker trouwde op 6 mei 1828 te Beerta met Asselina Frederika Beckering, die drie maanden later kwam te overlijden. Op 17 mei 1831 trouwde hij met Talje Derks de Ruiter. Zij kregen samen vier zonen en twee dochters. Zoon Aeilko Zijlker was ondernemer en grondlegger van de Koninklijke Nederlandse Petroleum Maatschappij en Derk de Ruiter Zijlker zat van 1861 tot 1891 eveneens in de Tweede Kamer.